# Beskonačno guste krivulje
Beskonačno guste krivulje su fraktalne krivulje koje nakon beskonačnog broja iteracija potpuno prekrivaju dio n-dimenzionalnog prostora u kojem se nalaze, n > 1. Tako će beskonačno gusta krivulja u ravnini zauzimati svaku točku npr. kvadrata, a u trodimenzionalnom prostoru svaku točku kocke. Prvi ih je opisao talijanski matematičar Giuseppe Peano pa se sve one ponekad nazivaju Peanovim krivuljama.

## Svojstva
Fraktalne dimenzije svih beskonačno gustih krivulja odgovaraju topološkoj dimenziji prostora u kojem se nalaze, baš zato što ispunjavaju cijeli taj prostor, iako je njihova topološka dimenzija uvijek 1. Dakle, fraktalna dimenzija beskonačno gustih krivulja na ravnini (jediničnom kvadratu) je 2, u prostoru (jediničnoj kocki) 3 itd.

## Uvod
Što znači da krivulja potpuno prekriva kvadrat? U teoriji to znači da ona nakon beskonačnog broja iteracija zauzima svaku točku kvadrata. U praksi se to može shvatiti korištenjem pojma razlučivosti koji označava broj točaka računalnog zaslona (ili slične naprave) koje su potrebne da se nacrta takav kvadrat. Ako nacrtamo sivi kvadrat od n puta n točaka i u njemu krivulju bijele boje te ako nakon njene m-te iteracije svaka od n2 točaka bude bijela, krivulja je beskonačno gusta (vidi sliku Hilbertove krivlje desno).